# Европоцентризм

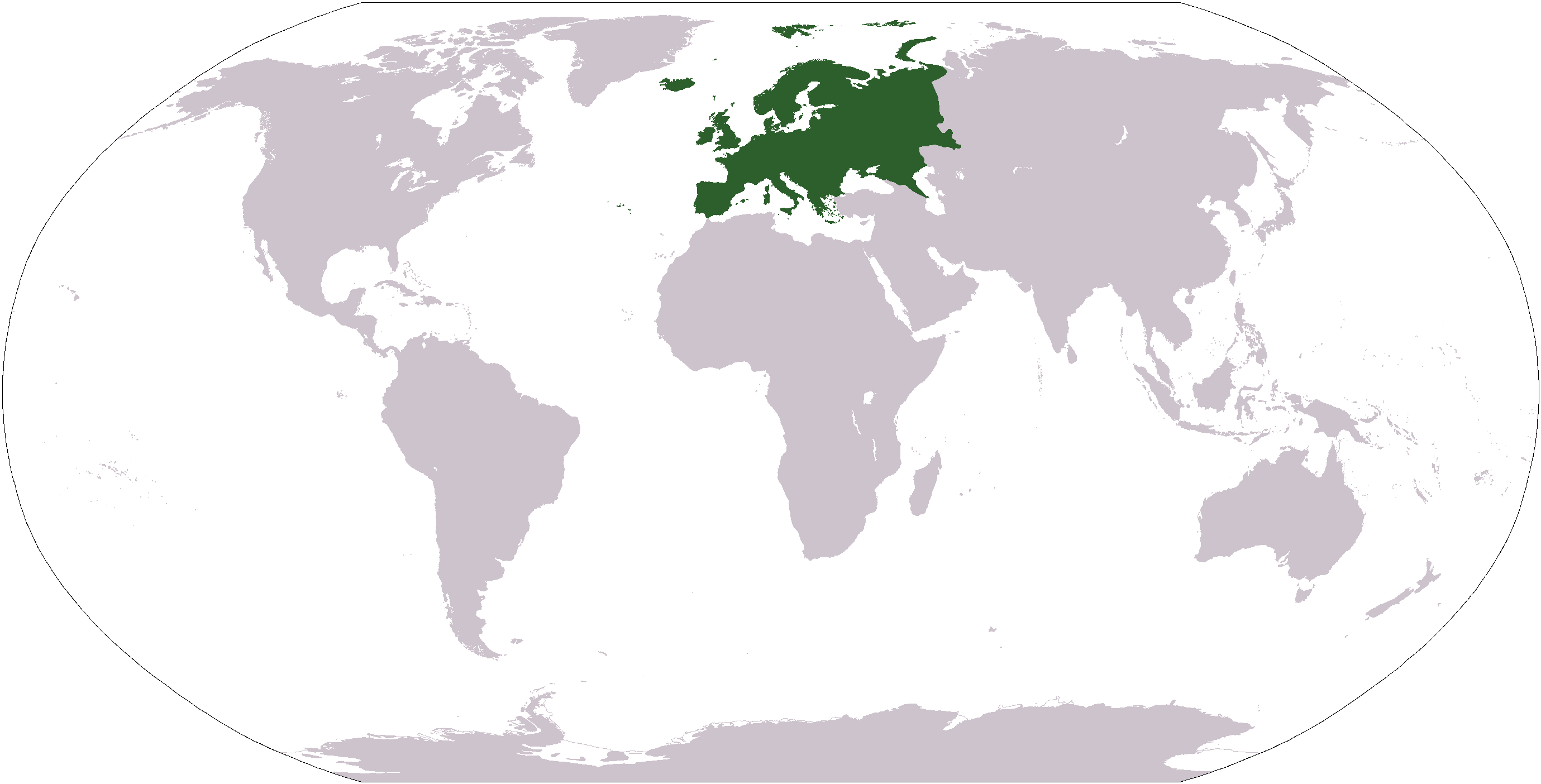
Европа на карте мира.

Европоцентри́зм (евроцентри́зм) — характерная философская тенденция и политическая идеология, в явной или неявной форме провозглашающая превосходство европейских народов и западноевропейской цивилизации над другими народами и цивилизациями в культурной сфере, превосходства образа жизни европейских народов, а также их особую роль в мировой истории.
Европоцентризм рассматривается как вид этноцентризма. Как отмечает профессор Филип Т. Хоффман: «За период с 1492 года по 1914 год европейцы завоевали 84 % земного шара». В особенности XIX век стал веком европейского господства (Дэвид Кеннедайн отмечал, что тот век «принадлежал» Соединенному Королевству больше, чем какой-либо другой державе).

## История

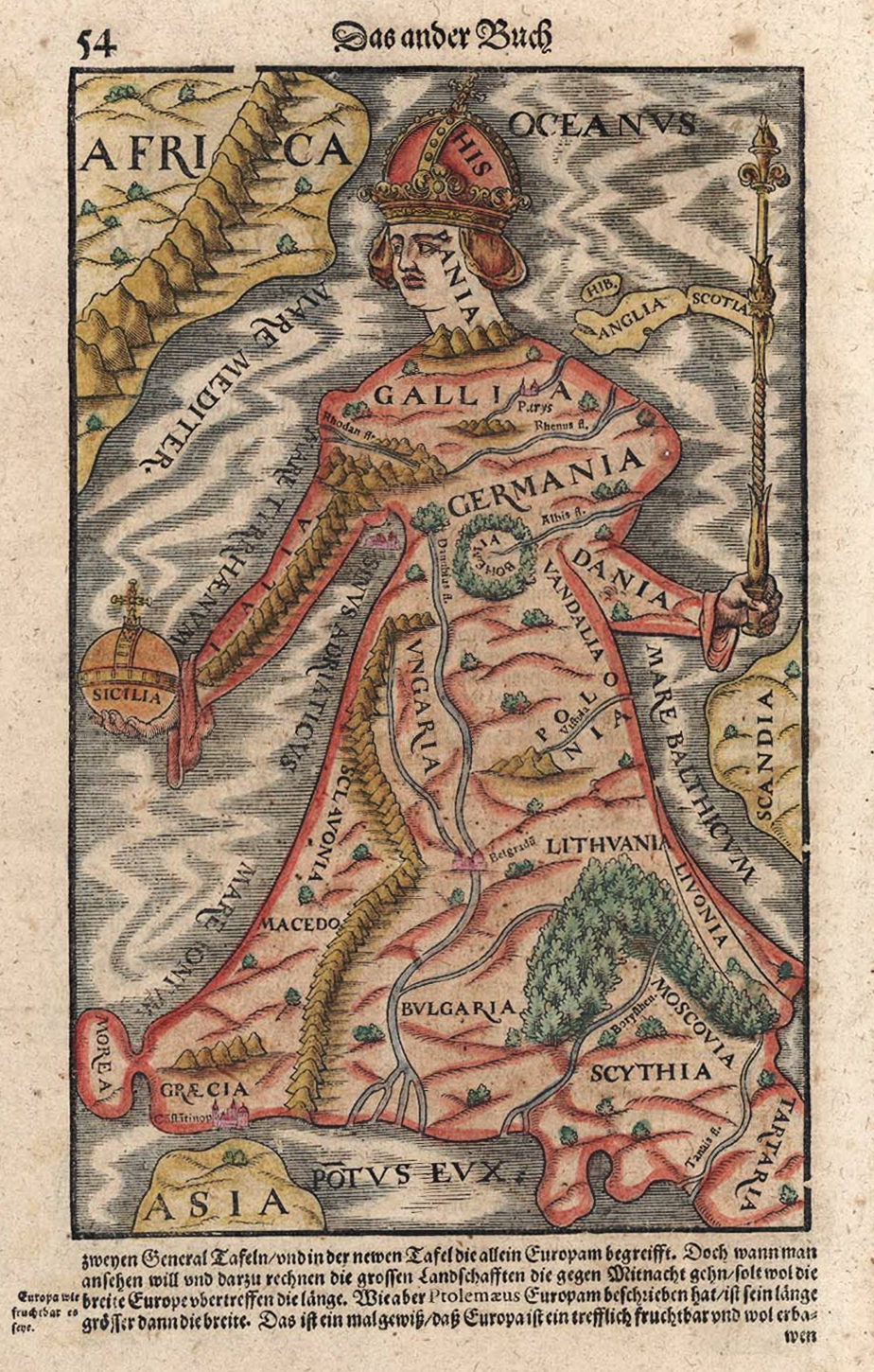
«Королева Европа» из базельского издания «Космографии» Себастиана Мюнстера 1570 года

Советский и российский учёный, ратовавший за признание исторического единства человечества, С. Н. Артановский объяснил причины появления европоцентризма следующим образом: «Возникнув в тесных границах феодальной Европы, он получил распространение тогда, когда европейские народы, опередив остальное человечество по своему научнотехническому уровню, вышли на авансцену мирового прогресса».  По словам Ф. Броделя, произошло чудо — Европа одним махом, или почти едином махом, передвинула свои границы вместе с  великими открытиями конца XV века По мнению К. Ясперса, вопрос о том, «чем было вызвано то новое и своеобразное в Европе, позволившее ей встать на этот путь развития, и какие события ее к этому привели, становится основным вопросом всеобщей истории». 
И. М. Майский в своих мемуарах отмечал: 
Европа — континент особенного свойства. По пространству она составляет всего лишь 7% суши на земном шаре. Но на ее территории жили 514 млн. человек, т. е. около четверти всего человечества (здесь и ниже приводятся цифры 1926 г.), и притом его наиболее активной, развитой и беспокойной четверти. Эти 514 млн. распределялись между четырьмя десятками государств, из которых после первой мировой войны пять являлись великими державами: Англия, Франция, Германия, Италия и Советская Россия. Любопытны были цифры населения «большой пятерки»: Англия насчитывала 45 млн. человек, Франция, — 41 млн., Италия — 40 млн., Германия — 63 млн. и Советская Россия — 146 млн. Итого, стало быть, 335 миллионов. Все остальные государства, вместе взятые, имели около 175 млн. жителей, что давало в среднем на одну страну примерно 5 млн. человек. Уже одни эти цифры ясно говорили о решающей роли великих держав в Европе и об огромном значении среди них Советской России и Германии.
(Доля европейского населения в мире составляла 22% в начале XIX века и 30% в его конце.)
Социальный философ профессор Ю. И. Семёнов отмечал: «Уже довольно давно модным стало критиковать европоцентризм. В этой критике есть моменты, заслуживающие внимания. Но в целом европоцентристский подход ко всемирной истории последних трех тысячелетий существования человечества совершенно оправдан... начиная с VIII в. до н.э. магистральная линия развития человечества идет через Европу. Именно там все это время находился и перемещался центр мирового исторического развития, там последовательно сменились остальные три мировые системы — античная, феодальная и капиталистическая...»
По замечанию Л. Е. Гринина, европоцентризм в конце XIX — начале XX века «даже усилился идеями о вечной природе (и соответственно — неравноценности) рас и народов. Этот узкий подход к анализу всемирной истории, с одной стороны, есть наследие слабости знаний об истории Востока, а с другой — объясняется высокомерием колониализма, убежденного в своем превосходстве».
На конференции «Раннее Новое время в контексте всемирной истории» в Институте всеобщей истории РАН в 2010 году отмечалось, что в эпоху Нового времени, когда глобализация стала распространением современных инфраструктур на все человечество — именно Запад задал вектор всемирности. Как отмечает профессор Джейн Бербанк, по крайней мере, с XVIII века и вплоть до Второй мировой войны Западная Европа была гегемонистской экономической, культурной и политической силой.
Патрик Гири замечал, что даже современный Европейский союз «на самом деле это было Западноевропейское сообщество, присоединение Греции к которому уже создало значительные проблемы».

## Европоцентризм в гуманитарных науках
Европоцентризм европейским гуманитарным наукам был свойственен изначально.  В гуманитарной сфере он возник в процессе изучения проблем истории и современного состояния европейских, шире, индоевропейских народов. Европейские ученые, изучающие проблемы европейских народов, естественно, на первый план выдвигали свои проблемы, а проблемы других народов для них были не главными. Так, естественным путём, зародился и постепенно укрепил свои позиции европоцентризм в исторической науке.
Французские просветители выдвинули идею расширения географических рамок истории, воссоздания всемирной истории, выхода за рамки европоцентризма. Одним из первых был Вольтер. Гердер, активно изучавший неевропейские культуры, стремился изложить вклад всех народов в культурное развитие.
Однако на следующем этапе развития европейской исторической мысли, у Гегеля, именно идея всемирной истории оказывалась сопряжена с идеями европоцентризма — только в Европе мировой дух достигает самопознания. Заметный европоцентризм был свойственен и концепции Маркса, которая оставляла открытым вопрос о соотношении азиатского способа производства с европейскими — античным, феодальным и капиталистическим.
Историки, философы и социологи 2-й половины XIX века стали выступать против европоцентризма, доминировавшего в изучении мирового исторического процесса. Например, Данилевский подверг критике европоцентризм в своей теории культурно-исторических типов.
В исторической науке XX века освоение обширного неевропейского материала выявило скрытый европоцентризм привычного представления об истории как едином всемирно-историческом процессе. Появились многочисленные альтернативные концепции. Шпенглер называл концепцию всемирной истории «птолемеевой системой истории», основанной на европоцентризме в понимании иных культур. Другим примером может быть классификация цивилизаций, предложенная Тойнби. Также и Петерс боролся с европоцентризмом как с идеологией, искажающей развитие наук в свою пользу и тем самым навязывающей своё протонаучное и евроцентричное понимание мира другим, неевропейским обществам. Евразийцы, например, Н. С. Трубецкой, полагали необходимым и позитивным преодоление европоцентризма. Европоцентризм активно критиковался в востоковедении и социальной антропологии при изучении первобытных культур (Ростоу).
Для всей культуры XX века характерен кризис идеалов европоцентризма. Этот кризис актуализировали апокалиптические настроения (в частности, жанр антиутопии в искусстве). Одной из черт авангардизма был отход от европоцентризма и повышенное внимание к восточным культурам.
Некоторые философские течения XX века ставили себе целью преодоление европоцентризма. Философ Эммануэль Левинас считал европоцентризм частным случаем иерархизации (расовой, национальной и культурной). Для Деррида европоцентризм — частный случай логоцентризма.
В неевропейских культурах появились новые идейные течения. Негритюд в Африке возник в сопротивление европоцентризму и политики насильственной культурной ассимиляции как компоненте политического и социального угнетения, с одной стороны, и на расово-этно-культурное (а затем и государственно-политическое) самоутверждение колонизированных афро-негритянских по своему происхождению (а затем и всех негроидных) народов. Философия латиноамериканской сущности (нуэстро-американизм) обосновывал децентрацию универсального европейского дискурса, опровергал его претензии на высказывание вне определённого культурного контекста. В число противников европоцентризма включаются Айя де ла Торре, Рамос Маганья, Леопольдо Сеа.

## Европоцентризм как идеология
Европоцентризм использовался и используется для оправдания политики колониализма. Европоцентризм также часто используется в расизме.
В современной России идеология европоцентризма характерна для значительной части либеральной интеллигенции.
Европоцентризм стал идеологическим фоном перестройки и реформ в современной России.
Европоцентризм базируется на нескольких устойчивых мифах, проанализированных Самиром Амином, С. Г. Кара-Мурзой («Евроцентризм — эдипов комплекс интеллигенции») и другими исследователями.
Запад равнозначен христианской цивилизации. В рамках этого тезиса христианство трактуется как формообразующий признак западного человека в противовес «мусульманскому Востоку». Самир Амин указывает, что Святое Семейство, египетские и сирийские отцы Церкви европейцами не были. С. Г. Кара-Мурза уточняет, что «сегодня говорится, что Запад — не христианская, а иудео-христианская цивилизация». При этом Православие ставится под сомнение (например, согласно историку-диссиденту Андрею Амальрику и многим другим российским западникам, принятие Русью христианства от Византии — историческая ошибка).
Запад — продолжение античной цивилизации. Согласно данному тезису, в рамках европоцентризма считается, что корни современной западной цивилизации восходят к Древнему Риму или Древней Греции, период Средневековья замалчивается. При этом процесс культурной эволюции мыслится непрерывным. Мартин Бернал, на которого ссылаются Самир Амин и С. Г. Кара-Мурза, показал, что «эллиномания» восходит к романтизму XIX века, а древние греки мыслили себя принадлежавшими к культурному ареалу древнего Востока. В книге «Чёрная Афина» М. Бернал также подверг критике «арийскую» модель происхождения европейской цивилизации и выдвинул взамен концепцию гибридных египетски-семитско-греческих основ Западной цивилизации.
Вся современная культура, а также наука, технология, философия, право и т. д. создана западной цивилизацией (технологический миф). При этом вклад других народов игнорируется или приуменьшается. Данное положение было раскритиковано К. Леви-Строссом, указывающим, что современная промышленная революция лишь кратковременный эпизод в истории человечества, а вклад Китая, Индии и других отличных от западной цивилизаций в развитие культуры весьма значителен и его нельзя игнорировать.
Капиталистическая экономика в рамках идеологии европоцентризма объявляется «естественной» и основанной на «законах природы» (миф о «человеке экономическом», восходящий к Гоббсу). Данное положение лежит в основе социал-дарвинизма, который был раскритикован многими авторами. Гоббсовы представления о естественном состоянии человека при капитализме критиковались антропологами, в частности Маршаллом Салинсом. Этолог Конрад Лоренц указывал, что внутривидовой отбор может вызывать неблагоприятную специализацию.
Так называемые «страны третьего мира» (или «развивающиеся» страны) являются «отсталыми», а чтобы «догнать» страны Запада, им надо пройти по «западному» пути, создавая общественные институты и копируя общественные отношения западных стран (миф развития через имитацию Запада). Данное положение раскритиковано К. Леви-Строссом в книге «Структурная антропология», который указывает, что нынешнее экономическое положение в мире отчасти определяется периодом колониализма, XVI—XIX вв., когда прямое или косвенное разрушение ныне «слаборазвитых» обществ стало важной предпосылкой развития западной цивилизации. Также данный тезис критикуется в рамках теории «периферийного капитализма». Самир Амин указывает, что производственный аппарат в «периферийных» странах не повторяет путь, пройденный экономическими развитыми странами, а по мере развития капитализма поляризация «периферии» и «центра» возрастает.
Как отмечают, возрождение старых колониальных тропов о «Другом» и утверждения о цивилизационном превосходстве Запада происходит "в эпоху после 11 сентября" (2001 года, см. Война против терроризма).